# Alexeï Maressiev
Alexeï Petrovitch Maressiev (en russe : Алексе́й Петро́вич Маре́сьев) est un aviateur soviétique, né le 20 mai 1916 et décédé le 19 mai 2001. Pilote de chasse et As de la Seconde Guerre mondiale, il fut distingué par le titre de héros de l'Union soviétique.

## Biographie
Alexeï Maressiev est né le 20 mai 1916 à Kamychine, dans l'actuelle oblast de Volgograd. Il travailla d'abord comme tourneur, puis participa à la construction de Komsomolsk-sur-l'Amour. Il commença par prendre des cours dans un aéro-club civil puis, en 1937, entra dans l'armée et sortit diplômé de l'École militaire d'aviation de Bataïsk. Il commença à voler comme pilote de chasse en août 1941. Il combattit dans la région d’Odessa, puis au sein du 296e régiment de chasse aérienne (296.IAP). Il rejoignit le district de Krivoï Rog. En deux mois, et au cours de soixante-dix-sept missions de guerre, il remporta six victoires homologuées. Il fut promu au grade de lieutenant et muté au 580e régiment de chasse aérienne (580.IAP), sur le front du Nord-Ouest.
Le 24 avril 1942, il fut abattu près de Staraïa Roussa, alors sous occupation allemande. Il put sauter en parachute, mais se blessa grièvement, se brisant les deux jambes à l’atterrissage. En dépit de ses blessures, Maressiev réussit à regagner par ses propres moyens les lignes soviétiques. Pendant les dix-huit jours de cette véritable odyssée, ses blessures s'aggravèrent. Il fut retrouvé par des partisans, rapatrié à l’arrière et dirigé sur un hôpital, mais les chirurgiens durent se résoudre à l’amputer des deux jambes au-dessous du genou. Doté d'une volonté hors du commun, il réapprit non seulement à marcher grâce à des jambes artificielles, mais aussi à voler.
Au printemps 1943, il put rejoindre une unité opérationnelle, le 63.IAP de la Garde, et vola sur Lavotchkine La-5. Il participa à la bataille de Koursk en juillet 1943. Au cours d'un combat, en août 1943, il abattit trois chasseurs allemands Fw 190. Au total, il réalisa 86 vols de combat et abattit 11 avions ennemis.
Il fut récompensé par une étoile d'or de héros de l'Union soviétique (24 août 1943), la plus haute décoration militaire en URSS. En 1944, Maressiev devint membre du Parti communiste de l'Union soviétique et quitta l'armée deux ans plus tard avec le grade de major.
En 1952, il fut diplômé de l'École supérieure du Parti. En 1956, il obtint un titre de docteur en histoire et fut élu premier secrétaire du Comité soviétique de vétérans de guerre. Il devint plus tard membre du Soviet suprême. Maressiev fut décoré de l'ordre de Lénine, de l'ordre de la révolution d'Octobre, de l'ordre du Drapeau rouge du Travail, de l'ordre de l'Étoile rouge et reçut de nombreuses médailles.
Il mourut d'une crise cardiaque le 19 mai 2001, une heure avant la célébration de son 85e anniversaire au Théâtre de l'Armée russe, à Moscou. Il est enterré au cimetière de Novodevitchi.
Sa vie servit de trame au roman de Boris Polevoï, Histoire d'un homme véritable (Livre) (ru) (Повесть о настоящем человеке) écrit en 1946. À partir de ce roman, le compositeur Serge Prokofiev compose un opéra entre octobre 1947 et août 1948. La pièce aurait dû être jouée pour sa première le 3 décembre 1948, mais ne sera finalement jouée qu'après la mort de son compositeur, le 7 octobre 1960 au théâtre Mariinsky[réf. nécessaire].

## Palmarès et décorations
Alexeï Maressiev était titulaire de 19 victoires homologuées, toutes individuelles.
Principaux titres et décorations, classés par ordre de préséance :
- Héros de l'Union soviétique ; le 24 août 1943 (médaille no 1102)
- Ordre du Mérite pour la Patrie (fédération de Russie)
- Ordre de l'Amitié (fédération de Russie)
- Deux fois l'ordre de Lénine
- Ordre de la révolution d'Octobre
- Ordre du Drapeau rouge
- Ordre de la Guerre patriotique de 1re classe
- Ordre du Drapeau rouge du Travail
- Ordre de l'Amitié des peuples
- Ordre de l'Étoile rouge
- Ordre de l'Insigne d'honneur